# کوچکی (سرزمین آلتای)
کوچکی (به لاتین: Kochki) یک منطقهٔ مسکونی در روسیه است که در سرزمین آلتای واقع شده‌است.